# Poecilocharax
Genre
Poecilocharax est un genre de poissons téléostéens de la famille des Crenuchidae et de l'ordre des Characiformes.

## Liste d'espèces
Selon FishBase (16 juin 2015):
- Poecilocharax bovalii Eigenmann, 1909
- Poecilocharax weitzmani Géry, 1965